# Dodo Abachidze
 (octobre 2015).
Si vous disposez d'ouvrages ou d'articles de référence ou si vous connaissez des sites web de qualité traitant du thème abordé ici, merci de compléter l'article en donnant les références utiles à sa vérifiabilité et en les liant à la section « Notes et références ».
Pour les articles homonymes, voir Abachidze.
Dodo Abachidze (1er mai 1924 - 26 janvier 1990), de son vrai nom David Abachidze, est un acteur du cinéma et de théâtre géorgien de la période soviétique. Il a également signé deux films en tant que réalisateur.

## Biographie
Né en 1924 à Tbilissi dans une grande famille noble géorgienne, Abachidze fut diplômé de l'Institut d'art dramatique Roustavéli en 1949, à l'âge de 25 ans. Il intègre la troupe du Théâtre national Roustavéli. Il devient acteur du studio Kartuli Pilmi en 1953. Devenu bientôt un grand artiste aussi bien dans le domaine cinématographique que celui du théâtre, Abachidze joua pendant quatre décennies dans pas moins d'une quarantaine de films. Pour sa qualité d'artiste, il fut nommé, en 1967, Artiste du Peuple de la République socialiste soviétique de Géorgie, plus haute récompense soviétique locale dans le domaine artistique. David Abachidze mourut en 1990 à l'âge de 66 ans, un an avant l'indépendance de la Géorgie, sa patrie qu'il représentait si souvent à travers sa filmographie.
En 1990, on lui attribue un Nika du meilleur réalisateur à titre posthume (partagé avec Sergueï Paradjanov) pour le film Achik Kérib (1988).

## Filmographie

### Acteur
- 1954 : Chrichina de Siko Dolidze et Levan Khotivari : Bichiko
- 1955 : Magdanas Lurdja de Tenguiz Abouladzé et Revaz Tchkheidze : Gabo
- 1956 : Bachi-achouki de Leo Esakia : Bashi-Achuki
- 1965 : Khevsourouli balada de Shota Managadze : Aluda
- 1967 : La Chute des feuilles d'Otar Iosseliani : Rezo
- 1968 : L'Exposition extraordinaire d'Eldar Chenguelaia : Savleg
- 1969 : Didostatis Marjvena de Vakhtang Tabliashvili
- 1969 : Ne sois pas triste (Ar Daidaro) de Gueorgui Danielia : Prince Vahvari
- 1971 : Pirosmani de Gueorgui Chenguelaia : Chavua
- 1984 : La Légende de la forteresse de Souram coréalisé avec Sergueï Paradjanov : Osman-aga
- 1987 : Racines (Phesvebi) de Guguli Mgeladze : Giorgi Zakareishvili
- 1988 : Achik-Kerib coréalisé avec Sergueï Paradjanov : épisode

### Réalisateur
- 1984 : La Légende de la forteresse de Souram avec Sergueï Paradjanov
- 1988 : Achik-Kerib